# Фитчетт, Джек
Джон Фи́тчетт (англ. John Fitchett; 1874, 1879 или 1880 — дата смерти неизвестна), также известный как Джек Фитчетт (англ. Jack Fitchett) — английский футболист и театральный деятель.

## Футбольная карьера
Уроженец Чорлтона, Манчестер, Джек начал карьеру в командах «Манчестер Скулбойз» и «Талбот». В мае 1897 году перешёл в «Болтон Уондерерс». Провёл в клубе пять сезонов, сыграв 76 матчей и забив 4 мяча в Футбольной лиге. Во время выступлений за «Болтон» сыграл три матча за сборную Футбольной лиги, все — против сборной Ирландской лиги: 11 ноября 1899 года, 10 ноября 1900 года и 9 ноября 1901 года. Также сыграл в составе сборной Англии в неофициальном матче против сборной Германии 25 сентября 1901 года.
Весной 1902 года перешёл в «Манчестер Юнайтед», но не сыграл за основной состав ни одного матча, и уже в мае 1902 года перешёл в клуб клуба Южной лиги «Саутгемптон». В «Саутгемптоне» в основном подменял Сэмьюэла Местона на позиции левого хавбека, поэтому редко попадал в основной состав. В то время его отличал «энергичный отбор мяча и аккуратные пасы», а также «чрезмерная тщательность».
В марте 1903 года вернулся в «Манчестер Юнайтед». На этот раз попал в основной состав клуба, дебютировав за него 21 марта 1903 года в матче против «Лестер Фосс», забив гол. В оставшейся части сезона 1903/04 ещё 4 матча в лиге.
Уже в мае 1903 года вернулся в Южную лигу, став игроком клуба «Плимут Аргайл». Фитчетт был известен главному тренеру «Плимута» Фрэнку Бреттеллу, под руководством которого Джек играл в «Болтоне». Также в «Болтоне» Фитчетт играл вместе с Бобом Джеком, который также перешёл в «Плимут Аргайл» и убедил своего старого приятеля присоединиться к нему в дебютном сезоне «Аргайла» в лиговых турнирах. В «Аргайле» выступал в основном на позиции левого защитника и провёл за клуб более 46 матчей во всех турнирах.
В июне 1904 года опять вернулся в «Манчестер Юнайтед», хотя его «второй» дебют за клуб состоялся только 18 января 1905 года в первой переигровке промежуточного раунда Кубка Англии против «Фулхэма». В оставшейся части сезона 1904/05 был основным левым защитником, сыграв за команду 13 матчей. Летом 1905 года перешёл в «Манчестер Сити», но не сыграл за клуб ни одного официального матча и вскоре перешёл в клуб Южной лиги «Фулхэм». В «Фулхэме» он сыграл только три официальных матча. Впоследствии играл за «Сейл Холмфилд», «Барроу» и «Эксетер Сити».

## Театральная карьера
В юности Фитчетт был актёром и работал в театральной компании Фреда Карно. Вместе с Чарли Чаплином сыграл в скетче The Mumming Birds.
После завершения футбольной карьеры Фитчетт жил в Девоне, где управлял театром «Водевиль» в Эксетере. В феврале 1910 года на короткое время возобновил футбольную карьеру, чтобы помочь местному клубу «Эксетер Сити».
После Первой мировой войны управлял театром «Нью-Пэлас» в Плимуте. Впоследствии управлял пабом на Юнион-стрит в Плимуте.